# Hawaiikrähe

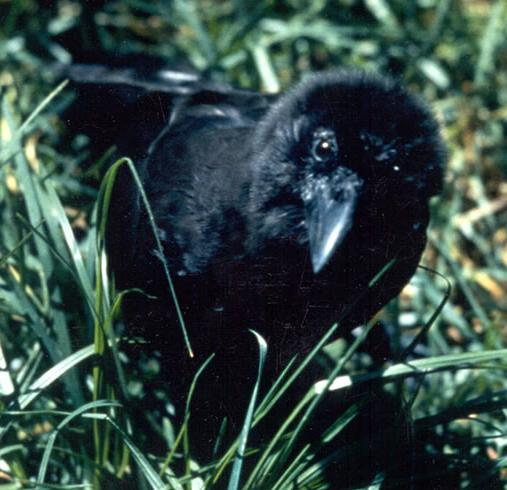
Eine Hawaiikrähe im Gras

Die Hawaiikrähe (Corvus hawaiiensis), in der hawaiischen Sprache auch als ʻAlala bezeichnet, ist eine extrem seltene Vogelart, die nur noch in menschlicher Obhut auf Hawaiʻi existiert.

## Namensherkunft und Beschreibung
Der Name ʻAlala bedeutet zum einen „wie ein kleines Tier schreien“. In der Tat erinnert der Ruf dieser Krähe an das Schreien eines kleinen Kindes. Zum anderen bedeutet er „mit der Sonne aufwachen“. Dieses hängt damit zusammen, dass ihr lauter, durchdringender Schrei schon in der Morgendämmerung zu hören ist. Dieser Vogel erreicht eine Größe von 48 Zentimetern. Der gesamte Körper ist rußschwarz. Nur die Schwingen sind etwas blasser gefärbt. Die Augen sind braun. Die Jungvögel haben blaue Augen.

## Lebensweise
Die Hawaiikrähe ist ein Allesfresser. Sie ernährt sich von Früchten, Aas, Eiern, Nestlingen und Abfällen sowie Insekten, die sie in der Rinde findet. Beide Eltern beteiligen sich am Nestbau. Es werden gewöhnlich fünf Eier gelegt und von einem Elternteil bebrütet, während der andere still neben dem Partner sitzt.
Wie die Neukaledonienkrähen benutzen die Vögel passende Stöckchen als Werkzeuge und verwenden diese geschickt, um Futter aus Löchern und Spalten zu holen. Diese Fähigkeit entwickeln auch Jungkrähen, die nicht die Gelegenheit haben es von erwachsenen Vögeln zu lernen.

## Gefährdung
Der Rückgang dieser Art begann um das Jahr 1890 mit dem Erscheinen der weißen Farmer auf Hawaiʻi. Früher war die ʻAlala auf allen Hawaii-Inseln weit verbreitet, doch ab 1891 wurde sie als Plage angesehen und erbarmungslos verfolgt. Die Landwirte ahmten ihren Schrei nach, der als der lauteste Vogelschrei in den Wäldern Konas galt. Wenn die Vogel nah genug angelockt waren, wurden sie abgeschossen. Zu Beginn des 20. Jahrhunderts waren die einst großen ʻAlala-Schwärme verschwunden. Ursprünglich ernährte sie sich von den Beeren der Ieie-Rebe (Freycinetia arborea), der Ohelo-Beere (auch als Hawaiische Kranichbeere bezeichnet, Vaccinium reticulatum) oder anderen Früchten aus den Wäldern, doch nachdem die ursprünglichen Koa-Akazien Platz für eingeführte Pflanzenarten machen mussten, änderte sich die Lebensweise der ʻAlala. Eingeführte Tierarten wie der Kleine Mungo (Urva javanica) sowie die Veränderung des Nahrungsangebotes und Vogelkrankheiten führten zu einem weiteren dramatischen Rückgang. 1973 wurde die Hawaiikrähe unter Naturschutz gestellt. 1996 gab es nur 14 Exemplare in freier Wildbahn und 1999 nur noch drei. 2002 verschwanden die letzten beiden Vögel aus ihrem Brutrevier im „Hakalau National Wildlife Refuge“. Damit galt sie als in der Wildnis ausgestorben. Ab den 1970er Jahren wurde die Hawaiikrähe auch in menschlicher Obhut gezüchtet. 1996 gab es 15 Exemplare in Gefangenschaft. Im Jahre 1998 scheiterte ein Unternehmen, 24 Exemplare auszuwildern. Da die gezüchteten Tiere nicht in der Lage waren, sich gegen die neuen Feinde wie den Hawaiibussard (Buteo solitarius) und die eingeschleppte Vogelmalaria zu wehren, kamen 18 Tiere um. Die überlebenden sechs Tiere wurden wieder eingefangen. 2009 lebten 56 Vögel in zwei Aufzuchtstationen. Im selben Jahr kündigte der U.S. Fish and Wildlife Service an, 14 Millionen Dollar in ein Schutzprojekt zu investieren, vor allem um Lebensräume zu schützen und mögliche Bedrohungen für freilebende Krähen auszuschalten. Bis 2016 stieg die Population auf 131 Individuen. Im selben Jahr wurde ein erneuter Auswilderungsversuch mit 30 Individuen durchgeführt. Dieser scheiterte 2020 erneut, nachdem nur fünf Exemplare überlebt hatten und wieder eingefangen werden mussten.